# Donald Li
Donald Li (Hong Kong, 1º gennaio 1961) è un attore cinese.
È noto principalmente per il ruolo di Eddie Lee in Grosso guaio a Chinatown.

## Biografia e Carriera
Donald Li nasce ad Hong Kong il 1 gennaio 1961. Il suo grande successo da attore arriva nel 1986 interpretando Eddie Lee nel film Grosso guaio a Chinatown. Nel corso della sua carriera appare in diversi film tra cui Una folle estate, Avventure di un uomo invisibile, Drago d'acciaio, Bayside School - Avventura hawaiana, U.S. Marshals - Caccia senza tregua, Deep Core 2000, Falcon Down, Epoch, Goal! e The Avengers e in varie serie tv.

## Filmografia

### Cinema
- Grosso guaio a Chinatown (1986)
- Una folle estate (1986)
- Avventure di un uomo invisibile (1992)
- Drago d'acciaio (1992)
- Bayside School - Avventura hawaiana (1992)
- U.S. Marshals - Caccia senza tregua (1998)
- Deep Core 2000 (2000)
- Falcon Down (2001)
- Epoch (2001)
- Goal! (2005)
- The Avengers (2012)

### Televisione
- Un giustiziere a New York - serie TV, 1 episodio (1985)
- Gideon Oliver - serie TV, 1 episodio (1989)
- Indagini pericolose - serie TV, 1 episodio (1992)
- California - serie TV, 1 episodio (1992)
- Masters of the Sea - serie TV, 1 episodio (1994)
- Nash Bridges - serie TV, 1 episodio (1997)
- The Practice - Professione avvocati – serie TV, 1 episodio (2001)
- Numb3rs – serie TV, 1 episodio (2009)
- Beautiful – soap opera, 1 episodio (2009)
- Better Off Ted - Scientificamente pazzi - serie TV, 3 episodi (2009-2010)
- Southland - serie TV, 1 episodio (2010)
- Romantically Challenged - serie TV, 1 episodio (2010)
- Kickin' It - A colpi di karate - serie TV, 1 episodio (2012)
- Il tempo della nostra vita - soap opera, 2 episodi (2014)
- Shameless - serie TV, 1 episodio (2015)
- Bosch - serie TV, 2 episodi (2015-2016)
- Idiotsitter - serie TV, 2 episodi (2016)
- Hand of God – serie TV, 1 episodio (2017)